# Comuna Sadove, Nîjnohirskîi
Sadove (în ucraineană Садове) este o comună în raionul Nîjnohirskîi, Republica Autonomă Crimeea, Ucraina, formată din satele Kukurudzeane, Sadove (reședința) și Sierove.

## Demografie
Componența lingvistică a comunei Sadove
     Rusă (58,49%)
     Tătară crimeeană (23,69%)
     Ucraineană (8,9%)
     Greacă (5,81%)
     Alte limbi (0,42%)
Conform recensământului din 2001, majoritatea populației comunei Sadove era vorbitoare de rusă (58,49%), existând în minoritate și vorbitori de tătară crimeeană (23,69%), ucraineană (8,9%) și greacă (5,81%).